# Légitime défense
Pour les articles homonymes, voir Légitime défense (homonymie).

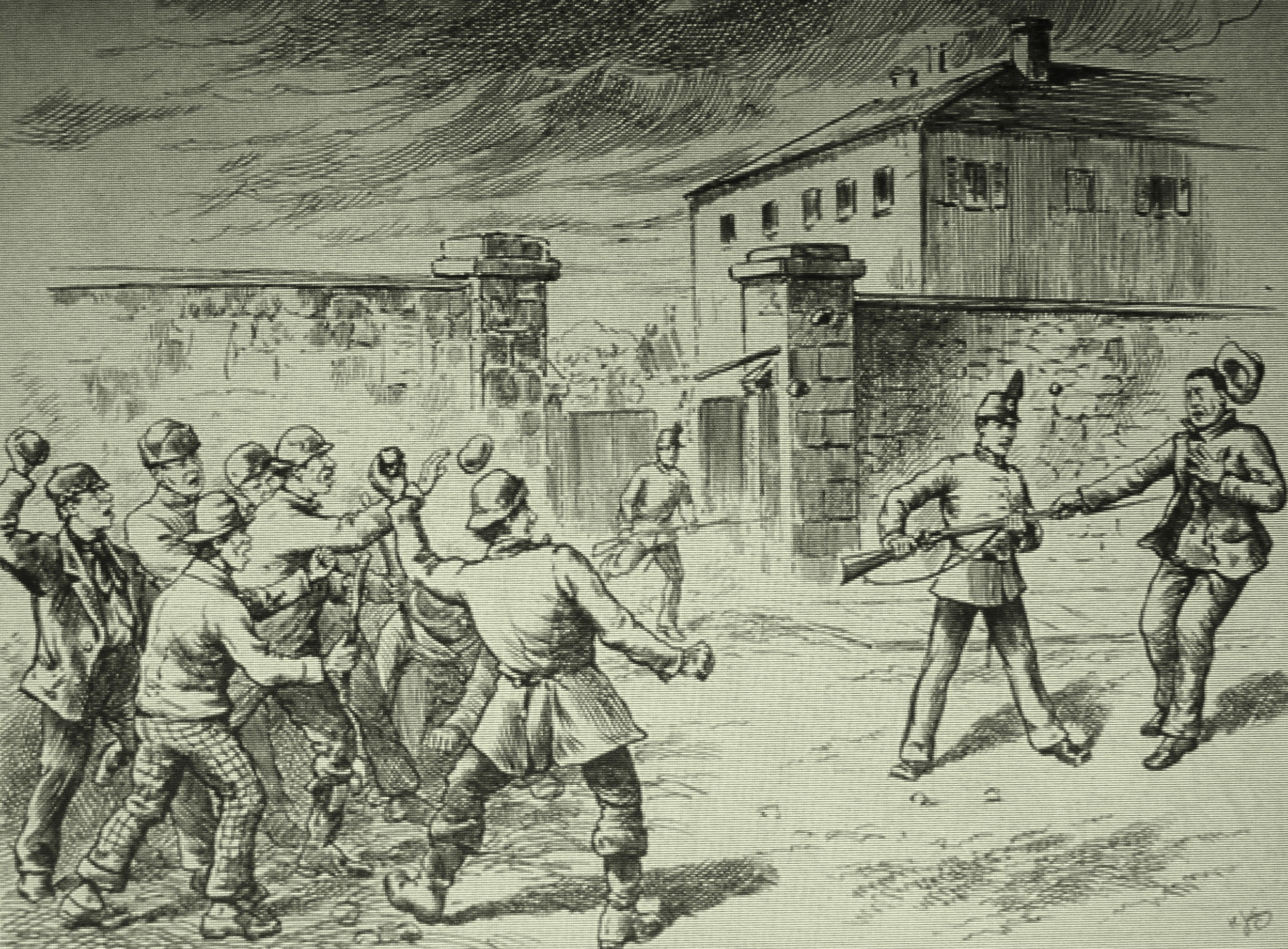
Vieux-Montréal, gravure du XIXe siècle : « le gardien, en état de légitime défense, pointa son arme sur le manifestant et le tua en le transperçant de sa baïonnette. »

La légitime défense est reconnue comme un moyen de défense en droit pénal dans plusieurs pays. Il s'agit également d'une notion de droit international public.

## Droit international public
Le concept de légitime défense est, aux termes de la Charte de l'ONU (article 2-4) un "droit naturel" de l'État. Il s'agit d'un droit coutumier, qui a été codifié par l'article 51 de la Charte de l'ONU. Comme en droit civil, le droit de légitime défense est défini comme une exception au principe de non-recours à la force ; Il est autorisé exclusivement en cas d'agression armée. Son exercice doit être proportionné à l'agression subie et la riposte doit être immédiate. Dans l'art. 1 de la résolution 3314 du 14 décembre 1974, les Nations unies précisent les circonstances nécessaires :
« L'agression est l'emploi de la force armée par un État contre la souveraineté, l'intégrité territoriale ou l'indépendance politique d'un autre État, ou de toute autre manière incompatible avec la Charte des Nations unies, ainsi qu'il ressort de la présente définition. »
Ainsi, est une agression une invasion, mais aussi un blocus ou un bombardement. L'arrêt Activités militaires et paramilitaires au Nicaragua de la Cour internationale de justice (27 juin 1986) y ajoute « l'envoi par un État ou en son nom de bandes et de groupes armés (…) contre un autre État d'une gravité telle qu'il équivaut à une véritable agression accomplie par des forces régulières ». En revanche, l'ONU a refusé la demande des pays du tiers monde d'ajouter à la liste l'agression idéologique ou économique.

## Droit par pays

### Belgique
La légitime défense est régie ou concernée par les articles 70, 71, 411 à 413, 416, 417 et 478 à 486 du code pénal. Le pouvoir d'utiliser la force ne peut se faire que de manière proportionnelle, pour repousser une agression injuste, actuelle ou imminente, contre une ou plusieurs personnes.

### Canada
En droit pénal canadien, les articles 34 et 35 du Code criminel prévoient la légitime défense  qui n'intervient que lorsqu'une personne est victime de l'emploi de la force, de menaces d'emploi de la force ou d'atteintes illégales à ses biens et que la victime agit raisonnablement dans les circonstances.
En mars 2013, un projet de loi est déposé pour réformer et simplifier la législation relative à la légitime défense. Le lundi 11 mars 2013, la loi assouplie entre en vigueur pour permettre à un citoyen de séquestrer le délinquant avant d'appeler la police.
Le régime antérieur de la légitime défense était critiqué comme étant excessivement lourd, voire difficile à interpréter par les tribunaux. Les anciennes règles distinguaient en effet entre la légitime défense d'une personne qui se défend d'une attaque et la légitime défense de l'agresseur qui a des motifs raisonnables d'appréhender la mort.

### États-Unis
La définition du droit de légitime défense varie suivant les États ; elle s'étend parfois aux biens (voir la loi Stand your ground et la doctrine du château).

### France
En droit français, la légitime défense est une exception juridique. Elle interrompt l'« action au pénal » contre un prévenu qui aura fait cesser une agression contre lui-même ou autrui par des moyens en d'autres cas interdits.
La légitime défense est prévue à l'article 122-5 du code pénal dans son livre premier (Disposition Générales). C'est une cause d'irresponsabilité pénale, ce qui signifie qu'elle empêche que soit engagée la responsabilité pénale de l'auteur bien que l'infraction soit constituée dans tous ses éléments (éléments légal, matériel et moral). Il s'agit plus précisément d'un fait justificatif, c'est-à-dire une cause d'irresponsabilité liée à l'infraction elle-même et non à son auteur.
La légitime défense s'applique également aux atteintes aux biens. Les conditions d'application sont les mêmes, à l'exception de l'homicide volontaire qui n'est en aucun cas légitimé dans la défense d'un bien.

### Iran
Le Code de criminalité en Iran est très précis sur ce sujet : les crimes passionnels ne sont pas reconnus comme une légitime défense, à l'exception du conjoint adultère.
La légitime défense et la folie sont aussi étroitement définies. À l'exception de l'homicide involontaire, et les crimes où les exigences de preuve sont insuffisants, tous les autres crimes nécessitent le paiement de compensations pour préjudice (diyyeh). Si un meurtrier travaillait sous les ordres d'une autre personne et qu'il/elle peut le prouver, il/elle recevra une peine de tazir (emprisonnement, amendes et/ou châtiment corporel, plus rarement la peine de mort), tandis que la personne(s) qui a ordonné le meurtre subira les lois de Qisas et devra payer le diyyeh.
Ainsi, la légitime défense n'a pas été reconnue pour une femme, Reyhaneh Jabbari, qui avait prémédité le meurtre de son violeur, le viol n'ayant pas été prouvé. La jeune femme a été condamnée à la pendaison,,.
La légitime défense n'a pas non plus été reconnue pour un jeune homme de 17 ans (mais 18 années lunaires) qui au cours d'un différend sur la circulation, et à la suite d'une réaction de peur, a poignardé Ruhollah Dadashi, un culturiste iranien célèbre.

### Suisse
La légitime défense est régie par l'article 15 du Code pénal. Agit en légitime défense quiconque, de manière contraire au droit, est attaqué ou menacé d'une attaque imminente. Le droit de repousser l'attaque doit se faire par des moyens proportionnés aux circonstances. En cas d'excès, le juge peut atténuer la peine.

## Religion

### Christianisme
Le Nouveau Testament exclut radicalement la légitime défense violente et invite à une résistance non-violente active face à l'agression. « Inscrite au cœur de l'Évangile, elle est la norme pour tous ». « Vous avez appris qu'il a été dit : œil pour œil et dent pour dent. Et moi je vous dis de ne pas résister au méchant. Au contraire, si on te frappe sur la joue droite, tends aussi l'autre joue » (Matthieu 5, 38-39). « Ne rends pas le mal pour le mal. » (1P 3, 9 ; cfr Rom 12, 17 et 21 ; 1 Th 5, 15
À ses apôtres, et notamment à Pierre qui essaie de le défendre avec une arme, Jésus dit : « Remets ton épée à sa place, car tous ceux qui prennent l'épée périront par l'épée » (Mt 26, 52). Jésus refuse absolument de prendre la vie d'autrui, même s'il doit y laisser la sienne. Il demande aux hommes, et d'abord à ses disciples, de faire de même pour ne pas contribuer, pour leur part, à la spirale destructrice de la violence. Il les invite donc très clairement à une nouvelle attitude face à l'ennemi, par ses paroles : « Aimez vos ennemis ! » (Mt 5, 44), par sa vie et sa Passion.
Les premiers chrétiens ont assumé ce chemin de vie, jusqu'au martyre pour certains. Origène (IIIe siècle) écrit ainsi : « Il ne faut tirer l'épée ni pour faire la guerre, ni pour faire valoir nos droits, ni pour aucun motif, car ce précepte de l'Évangile ne souffre aucune exception »,.
Augustin d'Hippone sera le premier à justifier le recours à la violence, dans le cadre d'une légitime défense collective, et de façon relativement mesurée, au Ve siècle.

« La conception romaine de légitime défense se modifia (…), sous l'influence de la tradition chrétienne d'après laquelle celui qui commet un acte délictueux en état de légitime défense, a manqué au devoir de charité chrétienne. (…) Aussi se trouve-t-il dans l'obligation de solliciter du roi des Lettres de grâce et de rémission. (…) C'est sous la Révolution qu'on revient à la conception romaine (…) rompant avec la tradition chrétienne. »

— Dr Salih Akdemir, La légitime défense en droit pénal musulman et en droit pénal romain.
De nos jours, le Magistère de l'Église catholique, se référant non à l'Évangile mais au droit naturel, justifie et encadre la légitime défense violente. Selon le Catéchisme de l'Église Catholique, en plus d'un droit, la légitime défense est un devoir grave pour qui est responsable de la vie d'autrui ou du bien commun. L'interdit du meurtre n'abroge pas le droit de mettre hors d'état de nuire un injuste agresseur, Mais les derniers papes contredisent cette thèse dans plusieurs déclarations. Ainsi Benoît XVI, commentant l'Évangile de Luc, 6, 27-35 où il est question de l'amour des ennemis : « Cet Évangile est à juste titre considéré comme la grande charte de la non-violence chrétienne, qui ne consiste pas à se résigner au mal — selon une fausse interprétation du « tendre l'autre joue » (cf. Luc 6,29) — mais à répondre au mal par le bien en brisant la chaine de l'injustice. […] L'amour de l'ennemi constitue le noyau de la « révolution chrétienne » […] Voilà la nouveauté de l’Évangile. »
Beaucoup de saints martyrs chrétiens et d'autres très nombreux saints ont suivi l'esprit de l’Évangile, refusant pour eux-mêmes radicalement la légitime défense. Citons Léon le Grand face à Attila et plus tard face aux Vandales, saint Benoît face aux Goths, François d'Assise face au sultan à Jérusalem, saint Dominique face aux hérétiques ou encore Don Bosco face à ceux qui ont tenté de l'assassiner, chacun ayant réussi à répondre à la violence par le bien, selon le conseil de l'Évangile.
Le protestantisme Luthérien et Calviniste notamment, a repris la doctrine médiévale de la légitime défense violente en la radicalisant : l'exemption pour les prêtres et religieux est supprimée. Il existe un certain nombre d'Églises pacifistes historiques qui maintiennent que le chrétien ne peut tuer en aucun cas : l'Église mennonite née au XVIe, les diverses communautés de « Brethren » (XVIIIe), les Quakers. Martin Luther King était quant à lui d'une Église baptiste.
Le débat est ouvert dans le christianisme. Pour Michel Callewaert on ne peut déclarer légitime la défense violente dans la mesure où Jésus propose aux hommes une tout autre manière de faire, de se défendre, respectant la vie et la dignité des agresseurs. Dans le même sens, il existe des méthodes de défense non-violentes qui ont fait leurs preuves dans de nombreux et graves conflits, notamment lors de dictatures.
Dans les faits, plusieurs évêques ne soutiennent pas un discours appelant à prendre les armes pour se défendre ou défendre ses proches. Trois exemples célèbres : Jean-Paul II s'est vivement opposé à la guerre en Irak. Mgr Dr John Onaiyekan, Archevêque d'Abuja, Nigeria, Prix de la paix de Pax Christi International, ne cesse d'inciter ses ouailles à réagir de façon non-violente face à la situation conflictuelle au Nigéria. L'archevêque grec-melkite de Syrie, en pleine guerre (2012), appelle à la non-violence et refuse d'appeler aux armes. De nombreuses publications justifient le refus de toute légitimation de la violence ou relatent des expériences de défense non-violente. Église et Paix (Church and Peace) est une organisation œcuménique de référence dans ce domaine.

### Islam
En islam, « la source des dispositions relatives à la légitime défense » est le Coran et la Sunna. Sur ce point, le Coran s'exprime ainsi : « Donc quiconque transgresse contre vous, transgressez contre lui à transgression égale. » (II, 194).
En ce qui concerne la Sunna [citons parmi les nombreux Hadith] (…) : « Quiconque lutte pour défendre sa vie, sa famille ou son bien et meurt est un martyr. (…) Il faut tuer celui qui lève une épée contre les musulmans. »
Plusieurs musulmans ont contesté la vision traditionnelle de la légitime défense. Parmi eux, citons Abdul Ghaffar Khan, fondateur de la première armée non-violente et compagnon de Gandhi et Jawdat Said, théologien de la non-violence en islam.

#### Droit international
- J.-P. Cot et A. Pellet, La Charte des Nations unies, Economica, 1991  (ISBN 2717809430).
- N. Q. Dinh, Droit international public, LGDJ, coll. « Traités », 1999.
- P.-M. Dupuy, Droit international public, Dalloz, coll. « Précis », 1998 (4e édition)  (ISBN 2-247-03214-1) (BNF 37000126).
- (en) D. W. Greig, Self-Defence and the Security Council: What Does Article 51 require?, International and Comparative Law Quarterly, 40 (1991).
- J. Zourek, La notion de légitime défense en droit international – Rapport provisoire, AIDI 56 (1975), p. 1-80.
- R. van Steenberghe, La légitime défense en droit international public, Larcier, coll. « Droit international », 2012.

#### Religion
- Catéchisme de l'Église catholique, 1997, no 2263 à 2267.
- É. Chomé, Tends l'autre joue. Ne rends pas coup pour coup. Mt 5, 38-42 : Non-violence active et Tradition, Coll. Sortir de la Violence et CommunicActions, éd. Lumen Vitae, 2008.
- M. Callewaert, Un amour subversif. Jésus, l'Église et la légitime défense, (Préface de Mgr Marc Stenger), éd. Fidélité - Cerf, 2011.
- Salih Akdemir, La légitime défense en droit pénal musulman et en droit pénal romain, p. 280.